# Guaraní (Misiones)
Guaraní es un municipio argentino de la provincia de Misiones, ubicado dentro del departamento Oberá. 
Se encuentra ubicado a la vera de la ruta Nacional N.º 14, que la comunica con las cercanas ciudades de Oberá y Leandro N. Alem. 
El municipio cuenta con una población estimada de 6.700 habitantes en el año 2012.

## Características
Los primeros habitantes llegaron en 1919, como parte de un proceso de inmigración de rusos, polacos, alemanes y brasileños que se extendería hasta 1930. En 1940 se creó la primera Comisión de Fomento.
La agroindustria es la principal actividad de Guaraní, que cuenta con 34 secaderos y 4 molinos de yerba mate, el principal cultivo de la provincia. A su vez también se destacan los aserraderos y fábricas de machimbre. 
Otras actividades importantes son la ganadería, los productos de granja -que se consumen principalmente en Oberá y Posadas- y el turismo. 
Su atracción turística más importante es el salto Krysiuk sobre el arroyo Los Toros, que aunque se encuentra en terrenos privados está abierto al público y cuenta con buena infraestructura.

## Lugares de interés

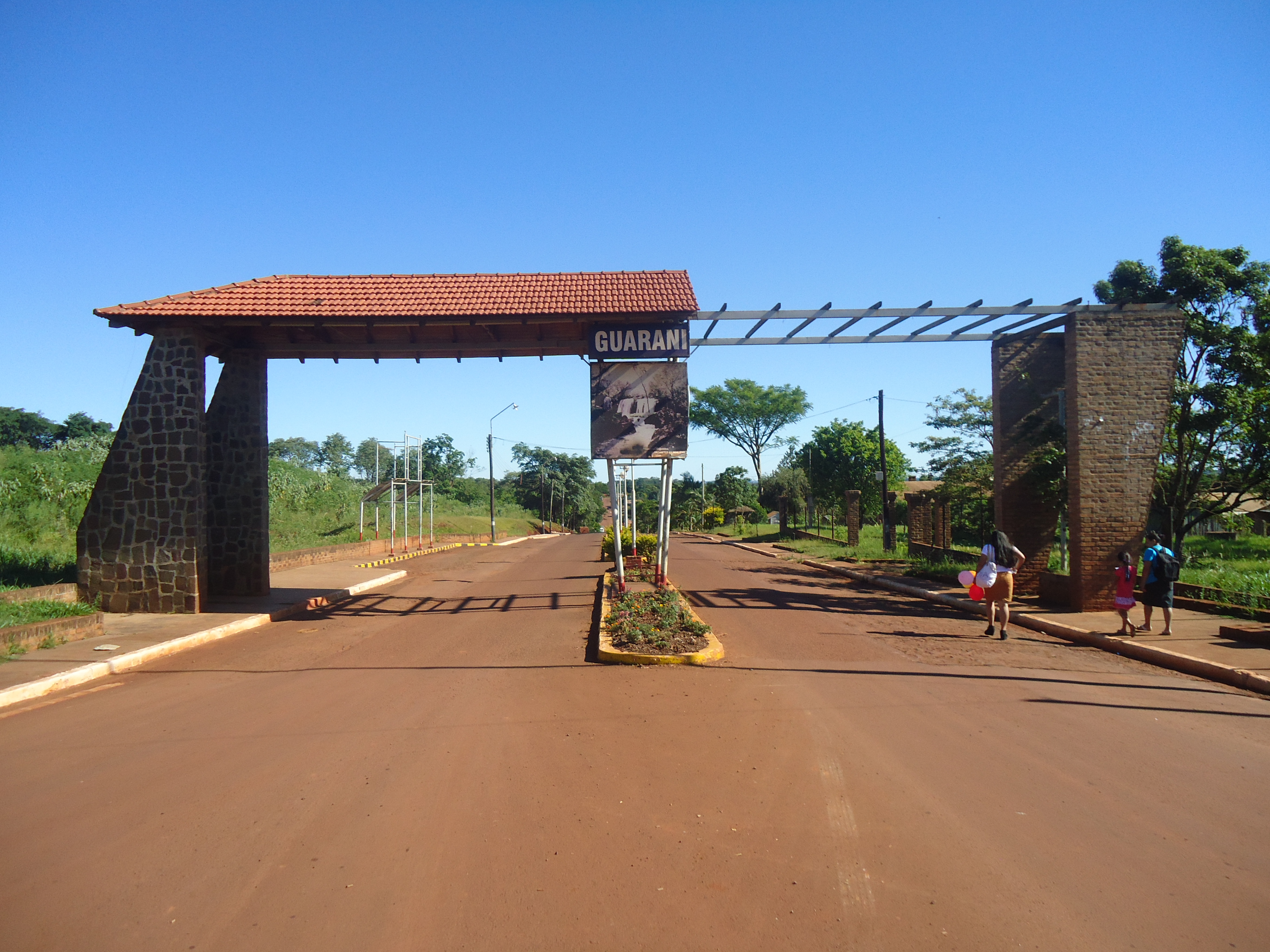
Entrada a Guaraní
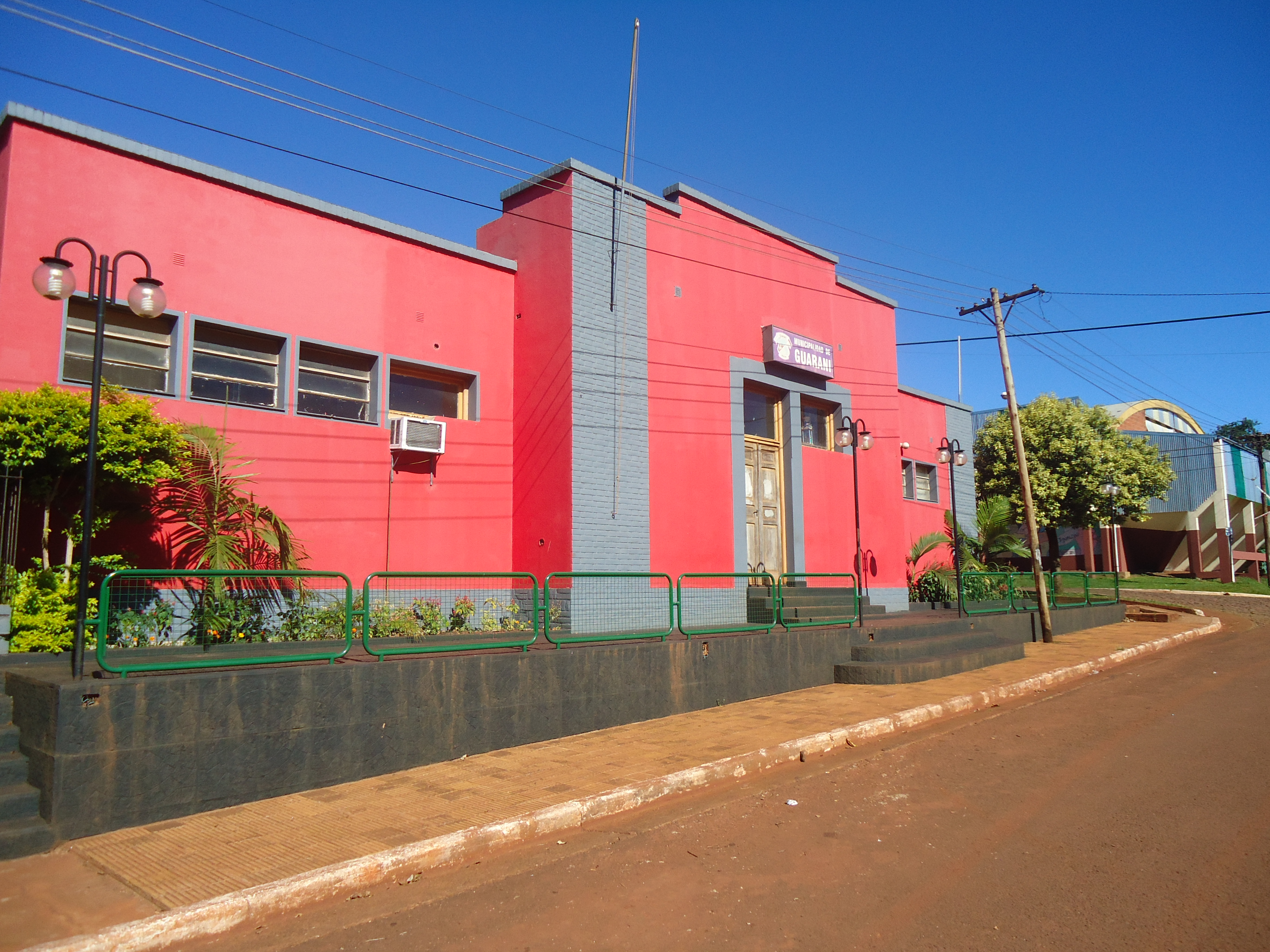
Municipalidad de Guaraní
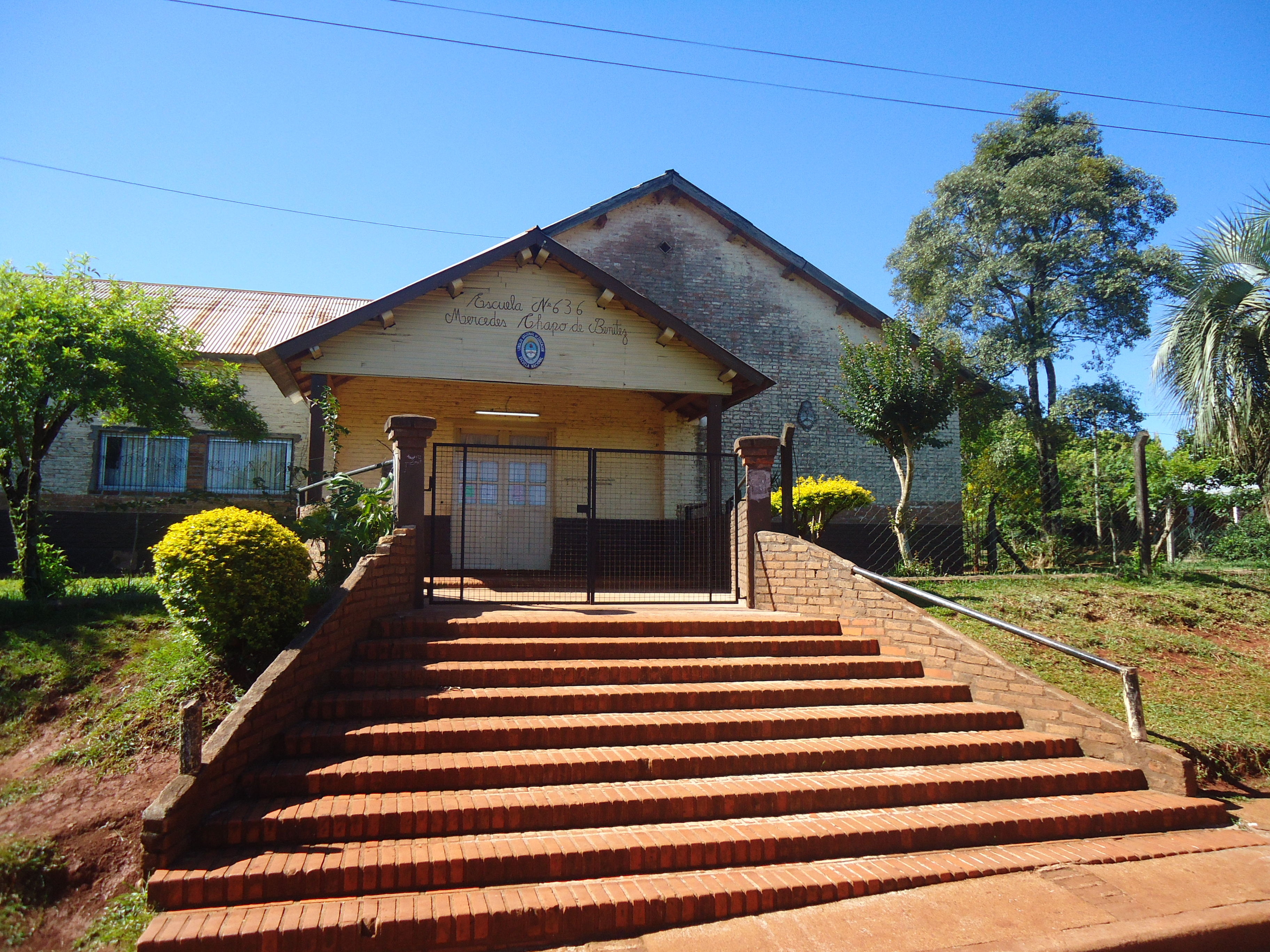
Escuela Nº636 Mercedes Chapo de Benítez
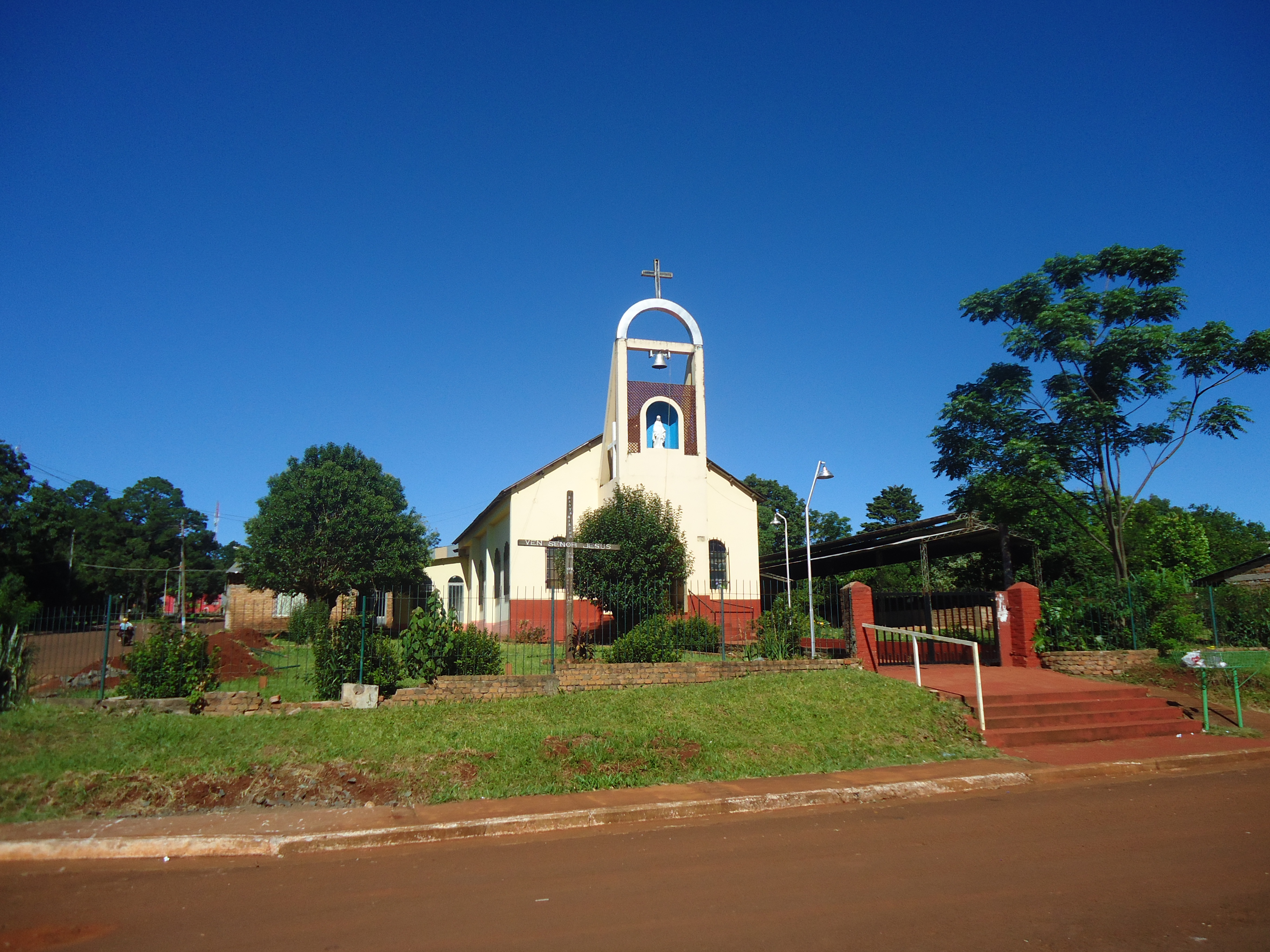
Iglesia Virgen de Luján
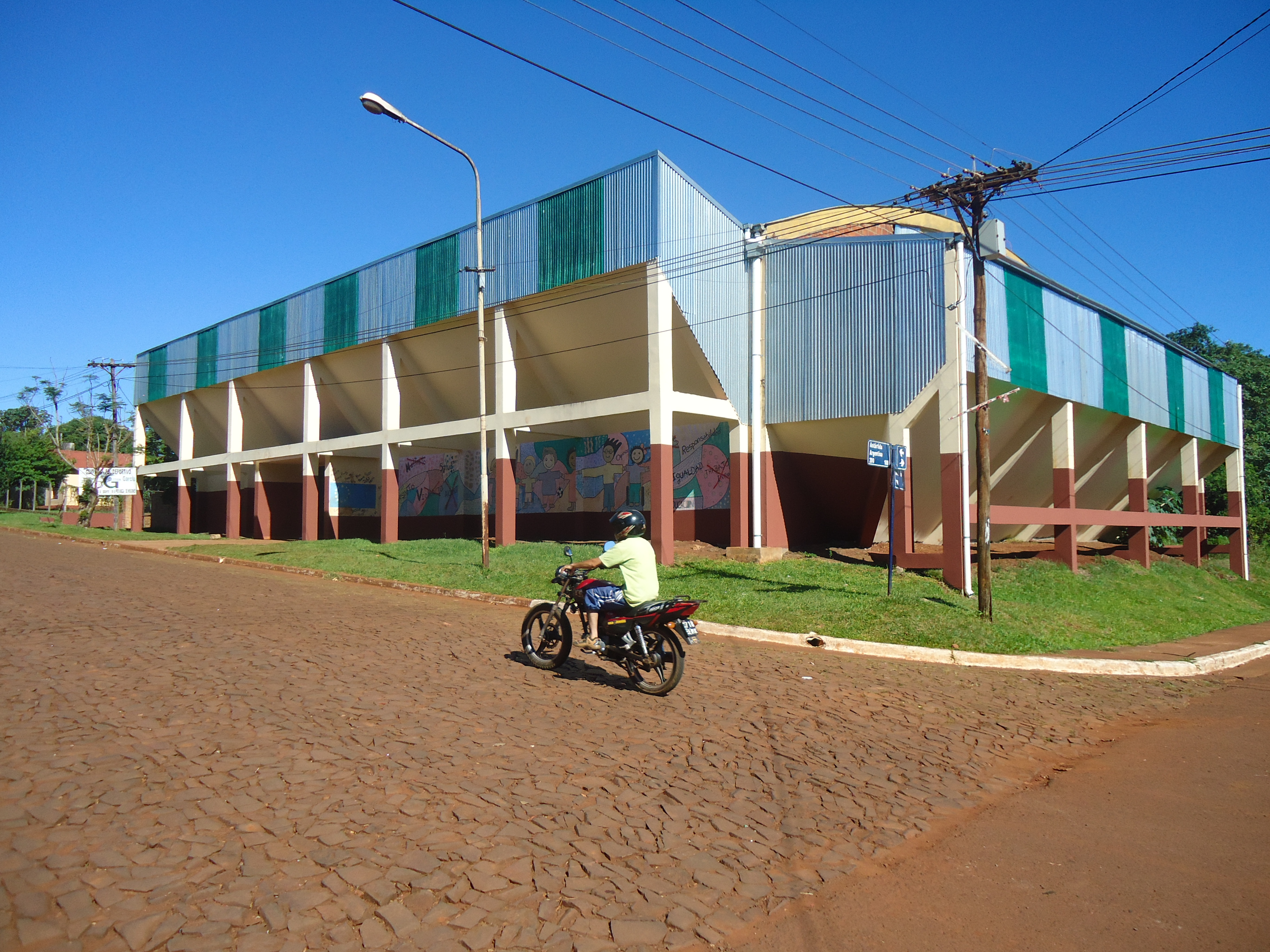
Complejo Polideportivo de Guaraní
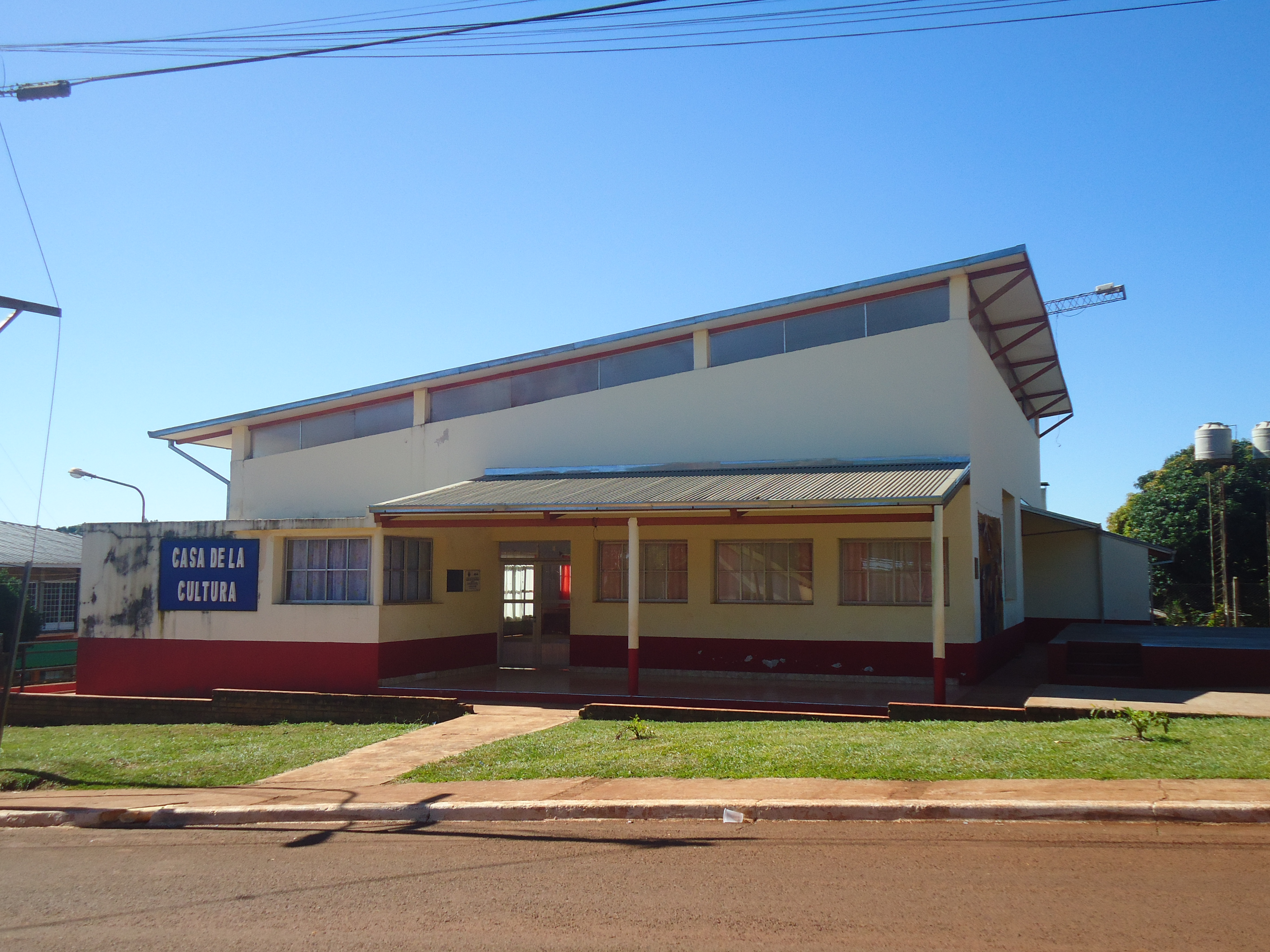
Casa de la Cultura
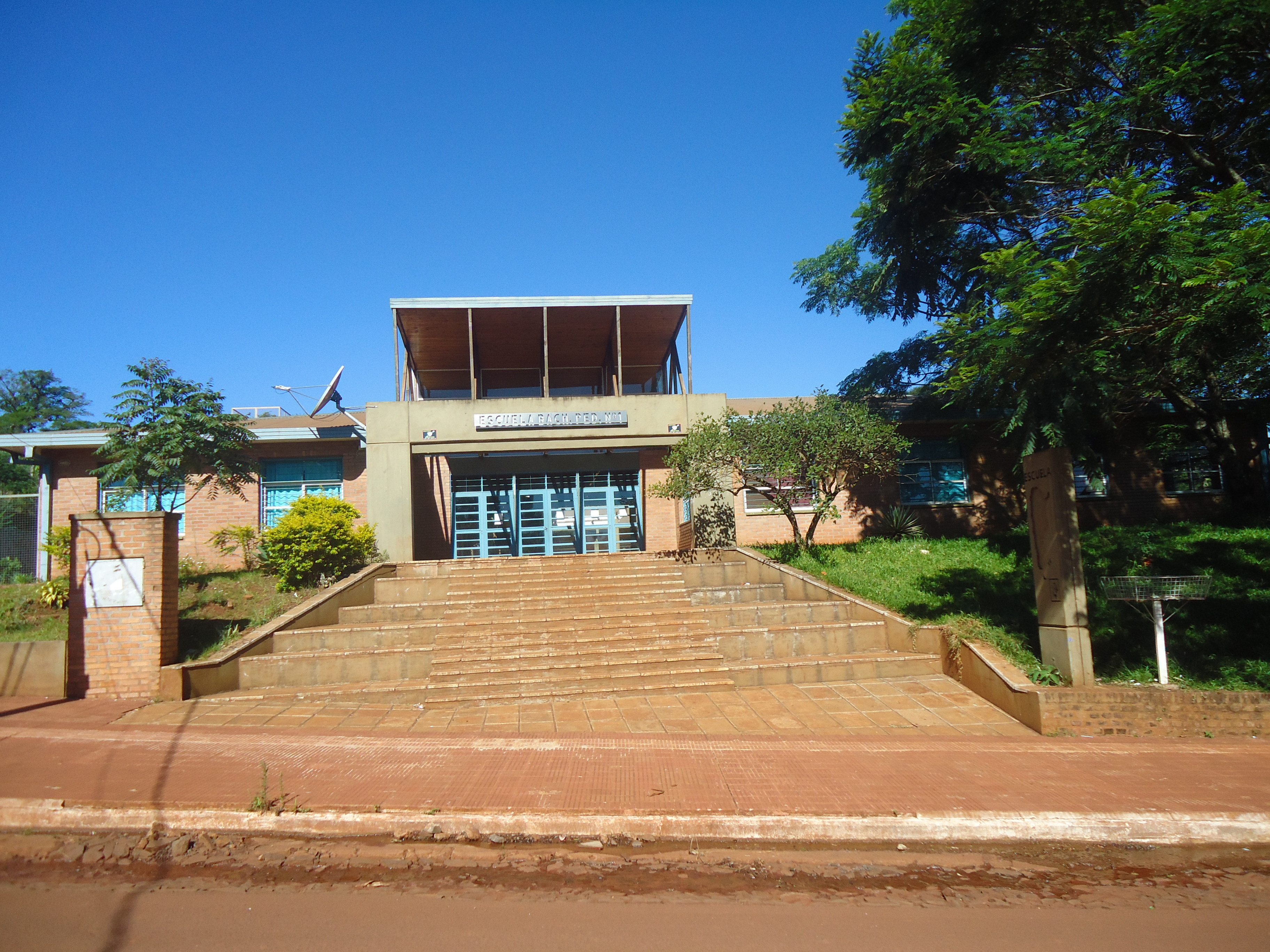
Bachillerato Pedagógico Nº1
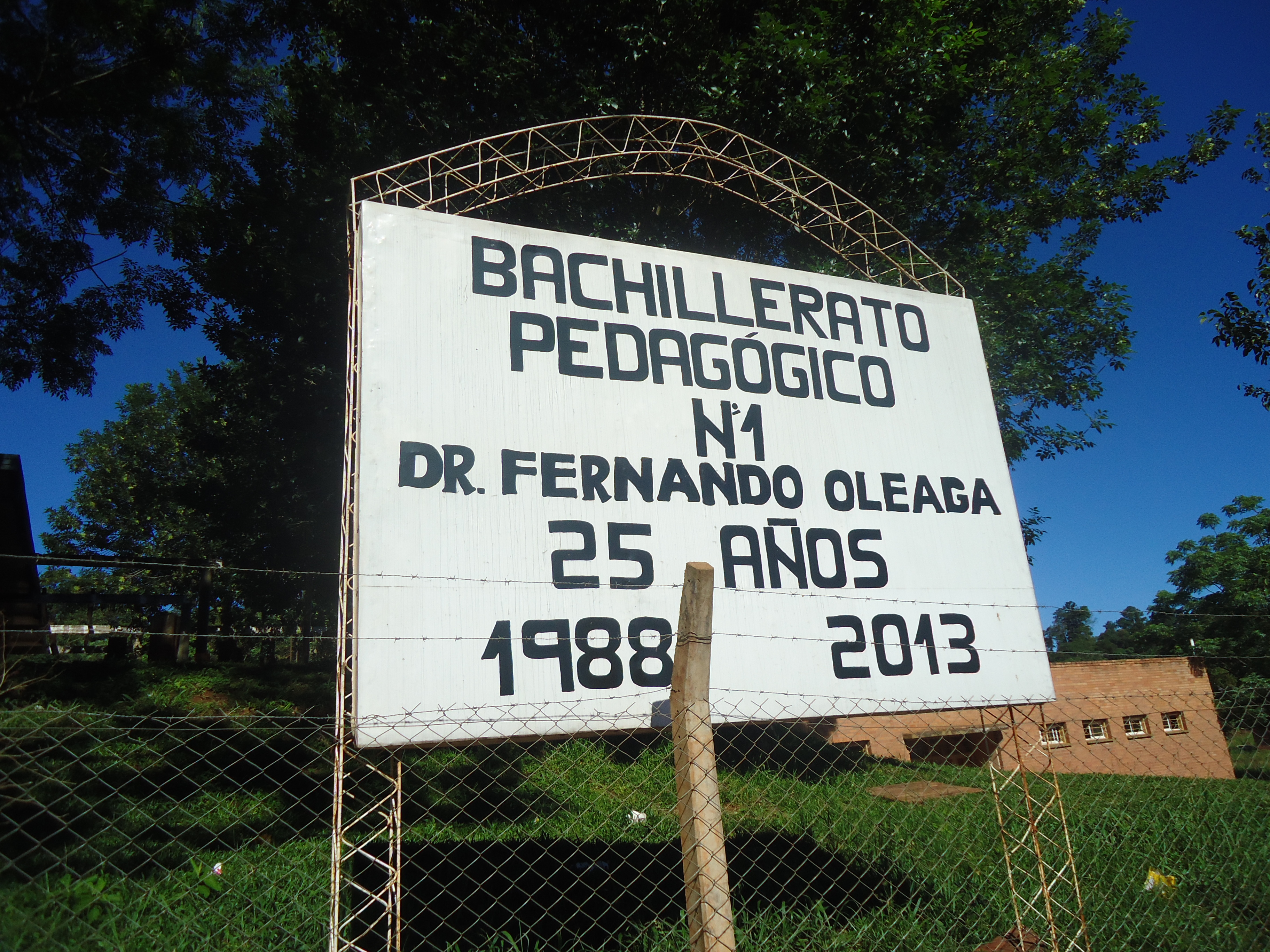
Bachillerato Pedagógico Nº1

## Espacios públicos

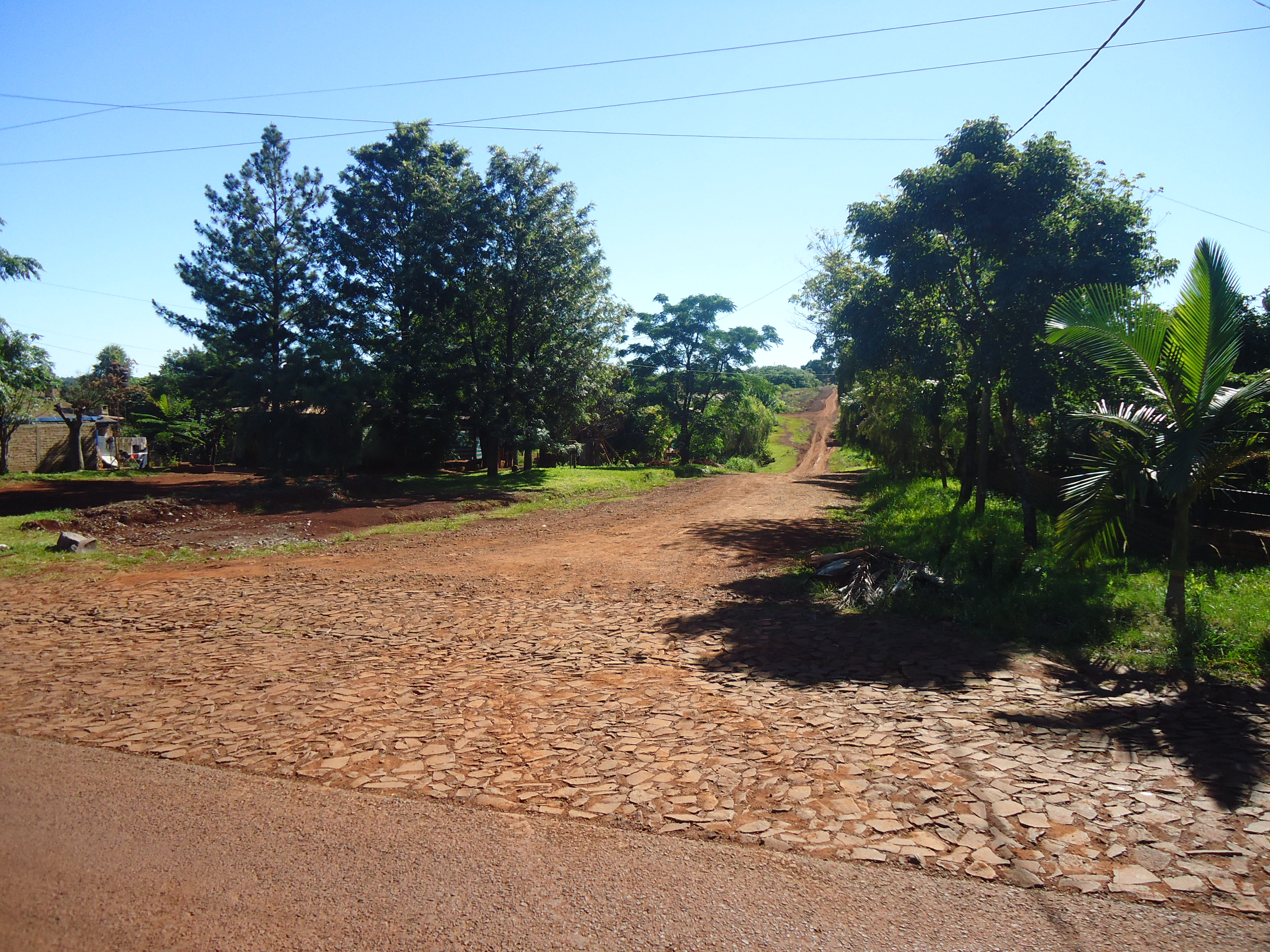
Calle Esteban Mielnik
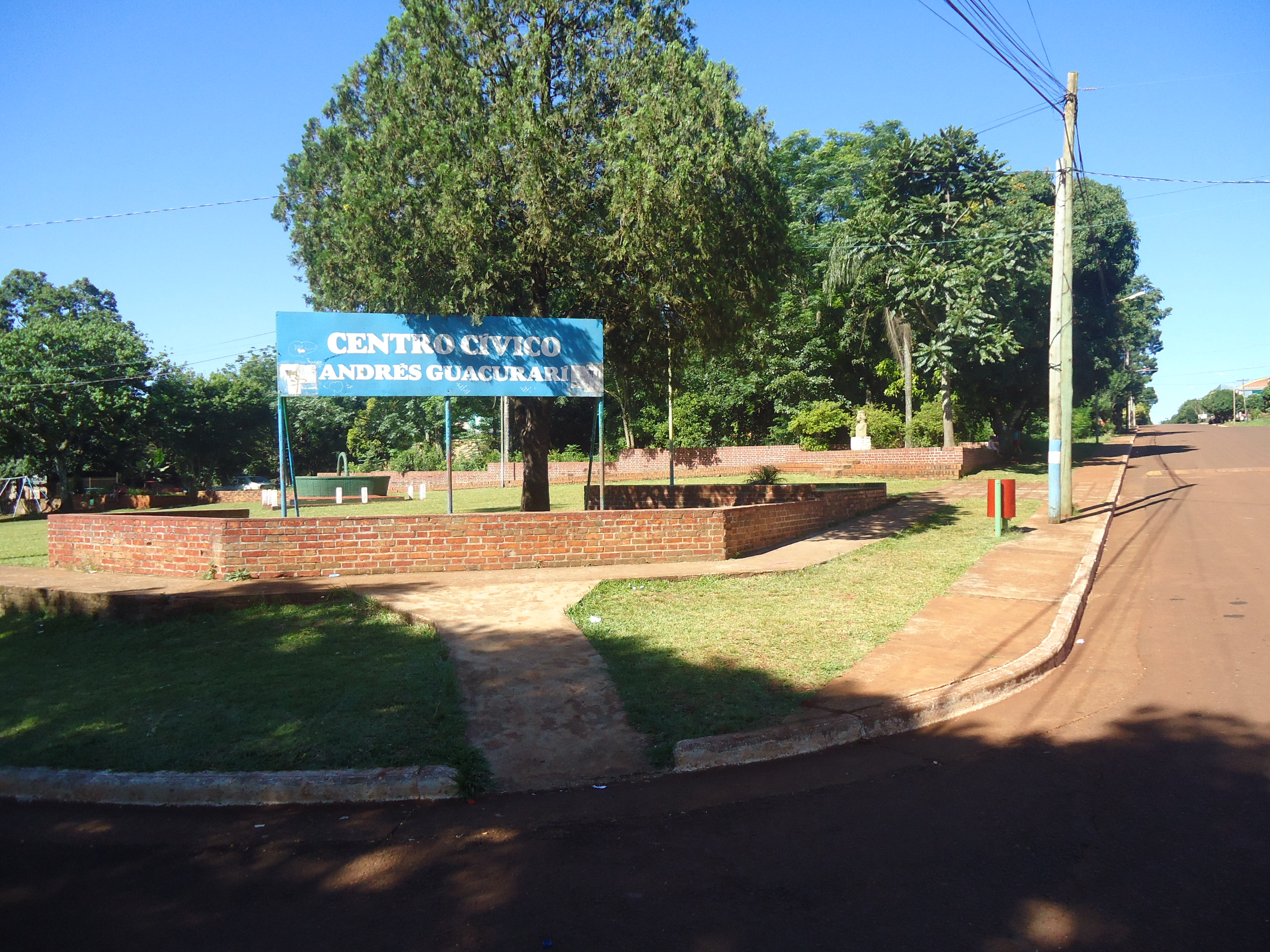
Centro Cívico Andrés Guacurarí
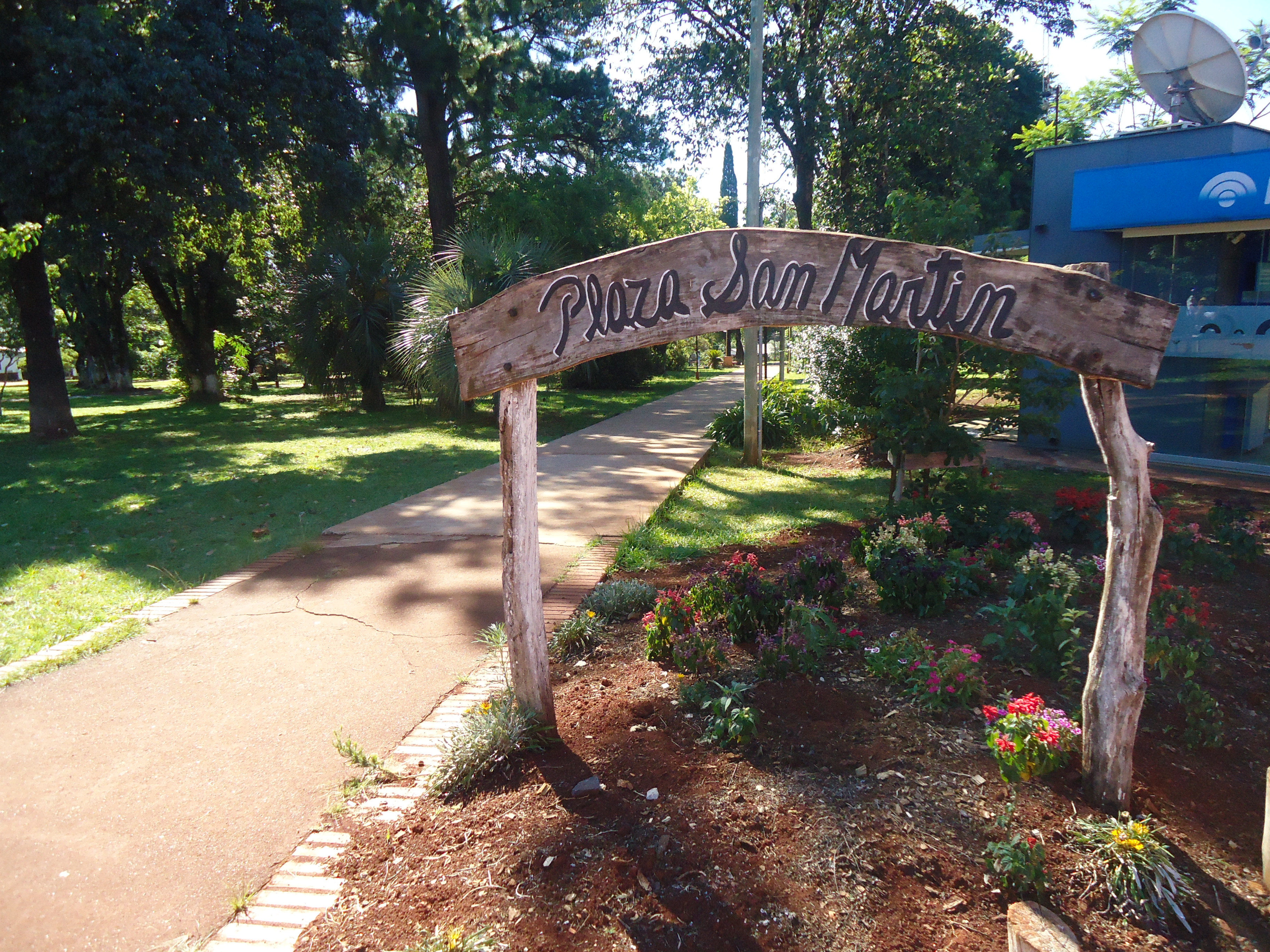
Plaza San Martín en Guaraní
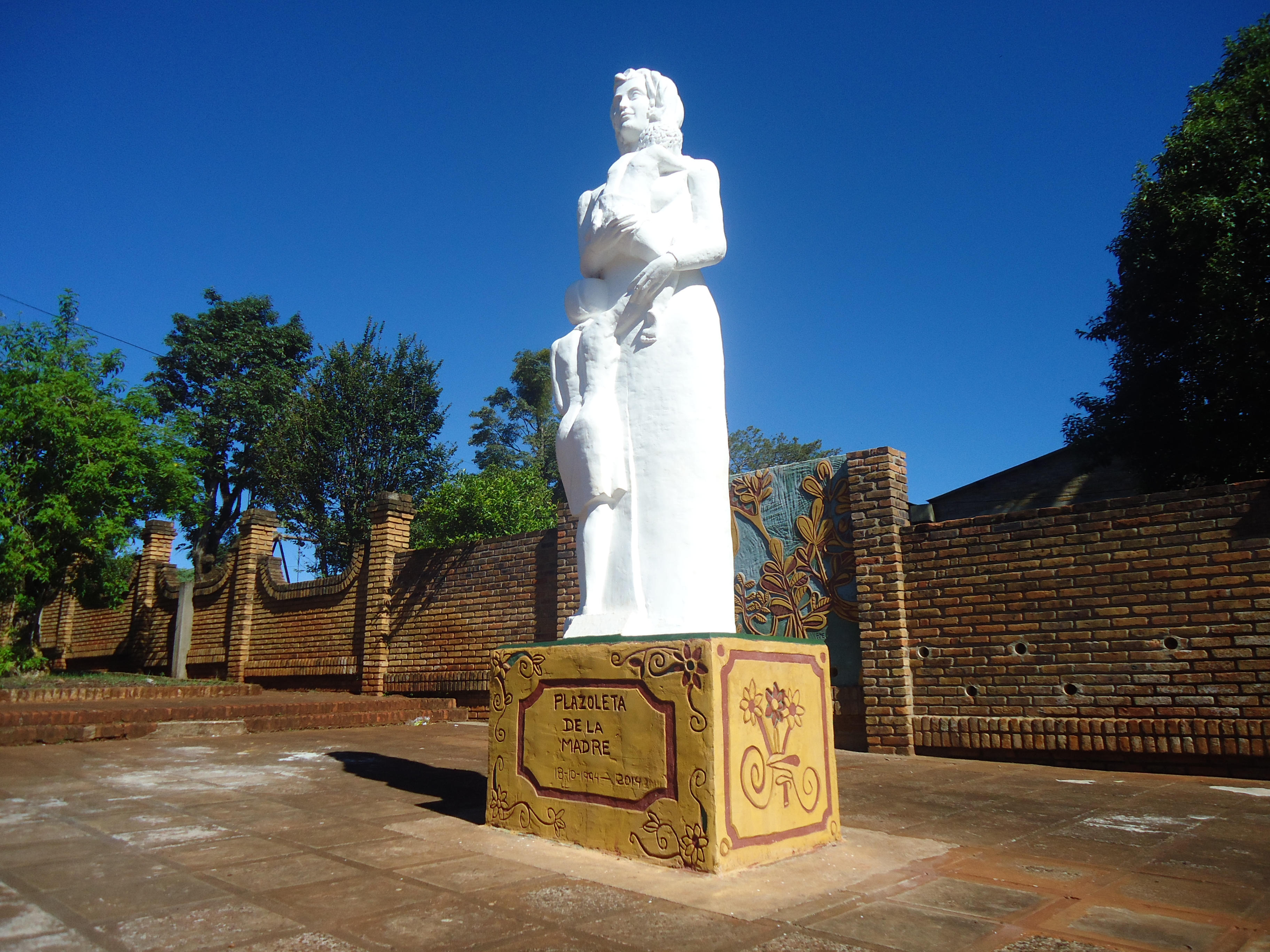
Plazoleta de la Madre